# King of the Pecos
King of the Pecos (Brasil: O Rei do Rio Pecos ) é um filme norte-americano de 1936, do gênero faroeste, dirigido por Joseph Kane e estrelado por John Wayne e Muriel Evans.

## Sinopse
John Clayborn, estudante de Direito, volta à cidade natal para vingar a morte dos pais, assassinados pelo barão do gado local, Alexander Stiles. Primeiro, ele faz uso da pena, mas seus esforços são frustrados. Só lhe resta, então, tomar a Lei em suas próprias mãos.

## Elenco
| Ator/Atriz        | Personagem        |
| ----------------- | ----------------- |
| John Wayne        | John Clayborn     |
| Muriel Evans      | Belle Jackson     |
| Cy Kendall        | Alexander Stiles  |
| Jack Clifford     | Ash               |
| Arthur Aylesworth | Hank Matthews     |
| Herbert Heywood   | Josh Billings     |
| Frank Glendon     | Advogado Brewster |
| Edward Hearn      | Eli Jackson       |
| John Beck         | Senhor Clayborn   |
| Mary MacLaren     | Senhora Clayborn  |
| Bradley Metcalfe  | Little John       |
| Yakima Canutt     | Pete              |